# Prix Charles Peignot
Prix Charles Peignot (gegründet 1982) ist ein renommierter Preis für Grafiker und Typografen, die jünger als 35 Jahre sind und die in der Entwicklung von Schriftarten Besonderes geleistet haben. Der Preis wird unregelmäßig alle drei bis fünf Jahre ausgereicht.
Benannt wurde dieser Preis nach Charles Peignot (1897–1983). Er war Typograf, Schriftdesigner, Direktor der Schriftgiesserei Deberny & Peignot und 1957 Gründer und erster Präsident der Association Typographique Internationale.

## Preisträger
- 1982: Claude Mediavilla
- 1985: Jovica Veljović
- 1988: Petr van Blokland
- 1991: Robert Slimbach
- 1994: Carol Twombly
- 1998: Jean François Porchez
- 2002: Jonathan Hoefler
- 2007: Christian Schwartz
- 2013: Alexandra Korolkova
- 2018: David Jonathan Ross